# Liste der Flüsse in der Zentralafrikanischen Republik

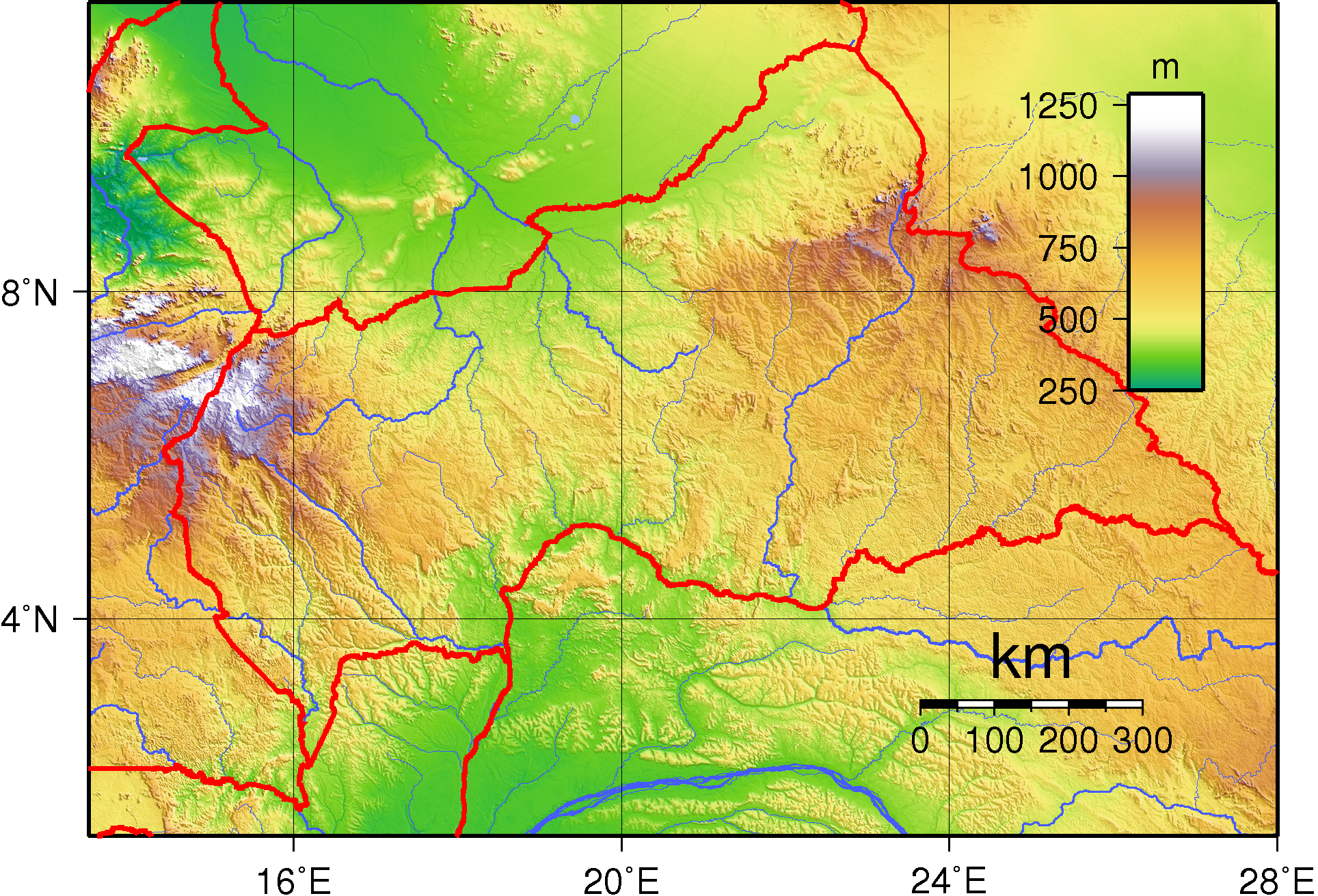
Die Zentralafrikanische Republik mit den wichtigsten Flüssen

Dies ist eine Liste der Flüsse in der Zentralafrikanischen Republik. Praktisch der gesamte Niederschlag in dem Land entwässert entweder über den Schari in das Tschadbecken oder über den Sangha und den Ubangi in den Kongo. Nur im äußersten Westen der Zentralafrikanischen Republik liegen kleine Bereiche des Einzugsgebietes des Grenzflusses Lom, der über den Sanaga in den Golf von Guinea entwässert. Die Grenze zum Südsudan ist, abgesehen von kleinen Unschärfen, nahezu deckungsgleich mit den Einzugsgebietsgrenzen des Ubangi und des Nils.

## Schari
Abfluss in den Tschadsee

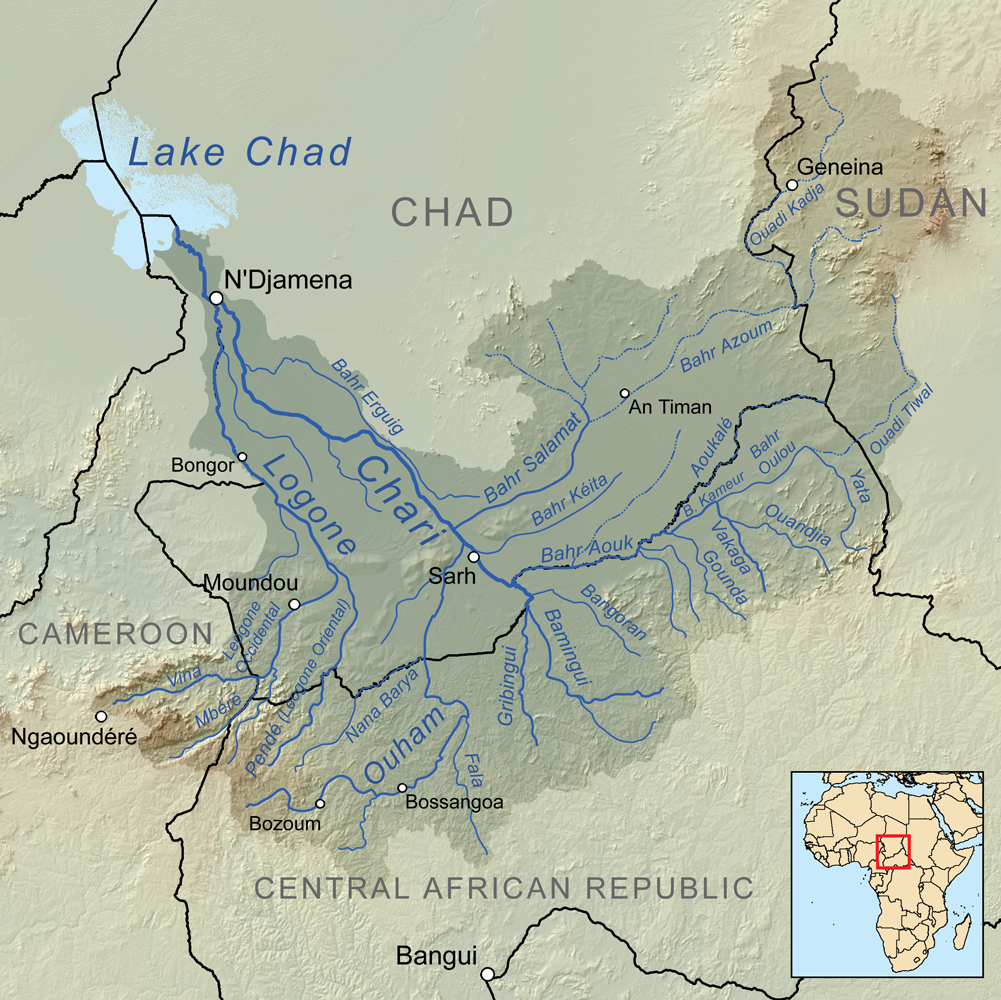
Einzugsgebiet des Schari

- Logone (nicht in der Zentralafrikanischen Republik)
  - Pendé
  - Logone Occidental (Mbéré)
- Ouham (Bahr Sara)
  - Nana Barya
    - Bimbbi

  - Nana Bakassa
  - Fafa
- Bahr Aouk (Aoukalé)
  - Bahr Kameur (Bahr Oulou)
    - Gounda
    - Vakaga
      - Ouandija

    - Ouadi Tiwal
    - Yata
- Bangoran
- Bamingui
- Gribingui

## Ubangi

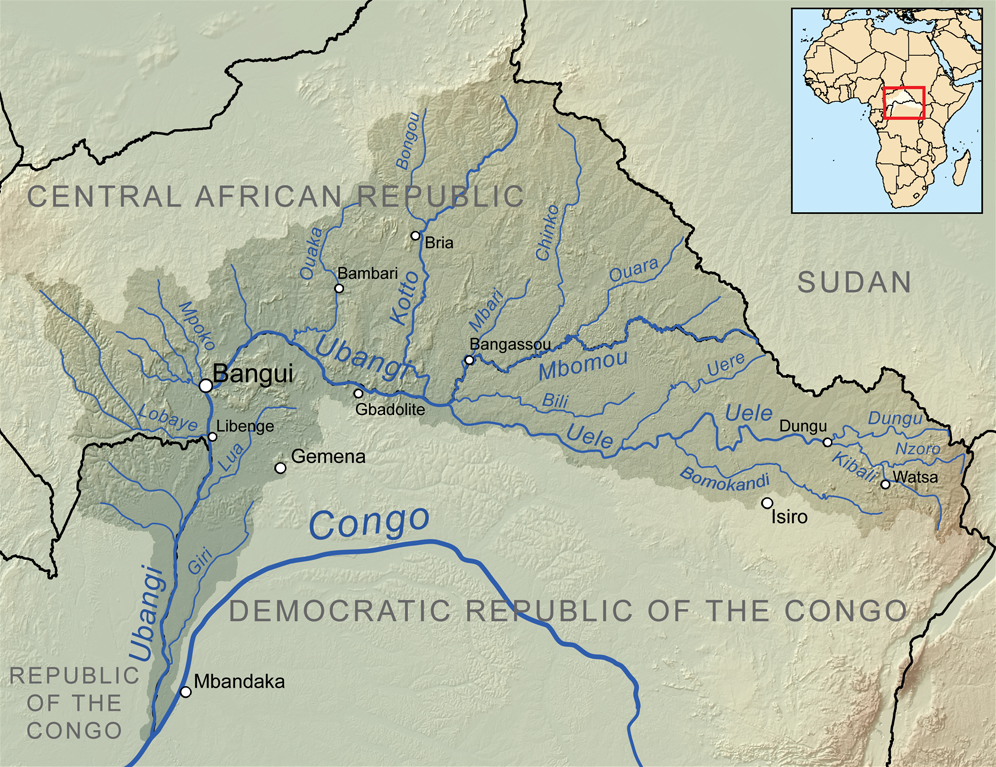
Einzugsgebiet des Ubangi

Abfluss in den Kongo (im Uhrzeigersinn ab der Grenze zum Kongo)
- Lobaye
  - Mingui
  - Mbaéré
    - Bodingué

  - Loarmé
  - Topia
  - Lossi
  - Toubaye
- Lessé
  - Mobo
- Mpoko
  - Pama
    - M’Bali
    - Mbi
    - Bouta
- Yaji
- Ombella
- Kémo
  - Tomi
  - Kouma
- Ouaka
- Kotto
  - Bongou
- Mbomou
  - Mbari
    - Gboyo

  - Chinko
    - Vovodo
    - Botou

  - Ouara
    - Ngoangoa

  - Gwane
  - Bakalé
  - Mbokou

## Sangha

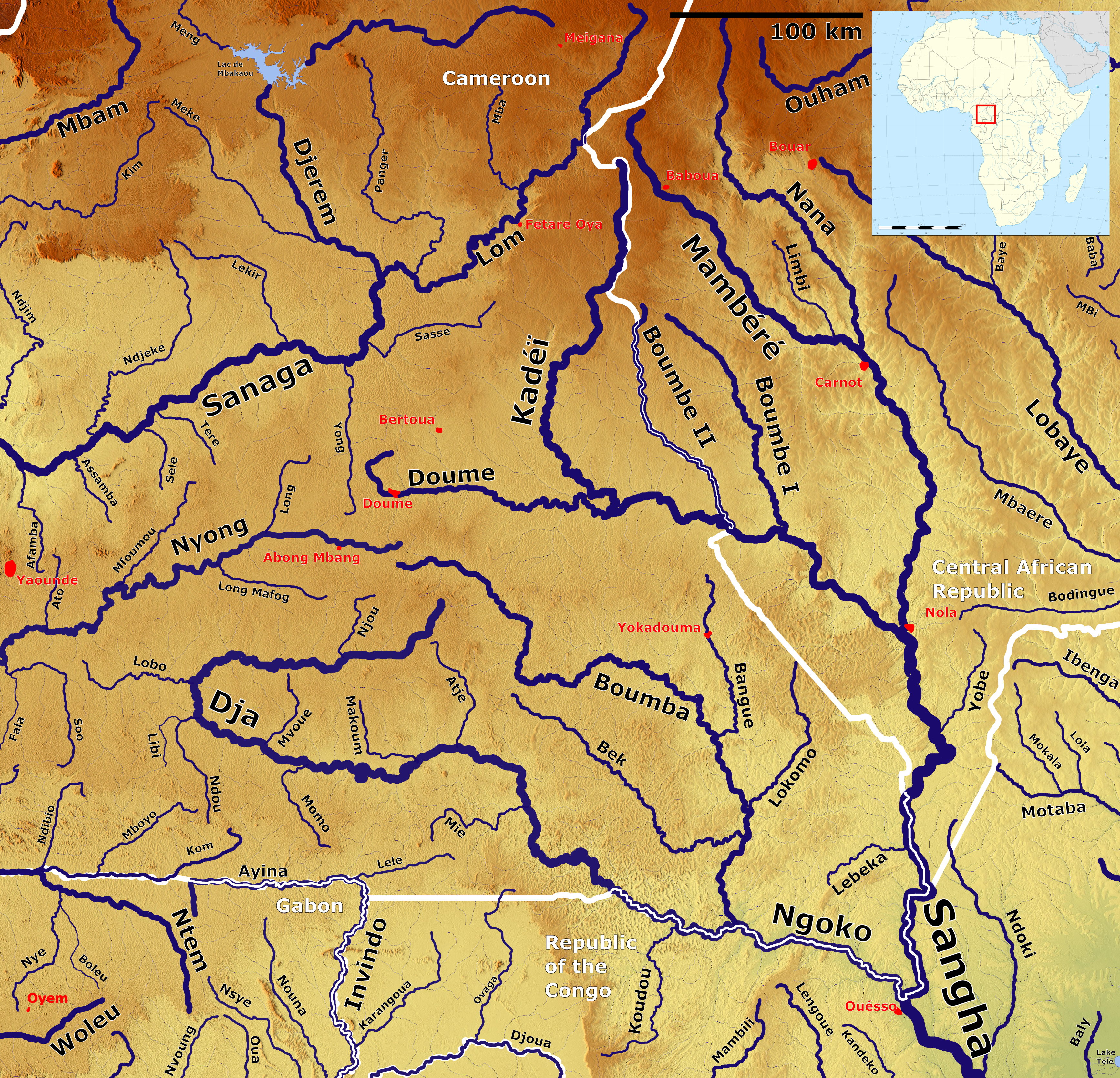
Nördliches Einzugsgebiet des Sangha

Abfluss in den Kongo
- Yobé
- Kadéï
  - Boumbé I
  - Boumbé II
- Mambéré
  - Nana

## Lom
Abfluss über den Sanaga in den Atlantik